# One Hand Clapping (Album)
One Hand Clapping (deutsch „Einhändig klatschen“) ist das zehnte Album der Gruppe Wings. Es ist einschließlich der McCartney-Alben, der Fireman-Alben, der klassischen Alben, der Livealben und Kompilationsalben das 51. Album von Paul McCartney nach der Trennung der Beatles. Das Album enthält Aufnahmen aus dem Jahr 1974/75.

## Entstehung

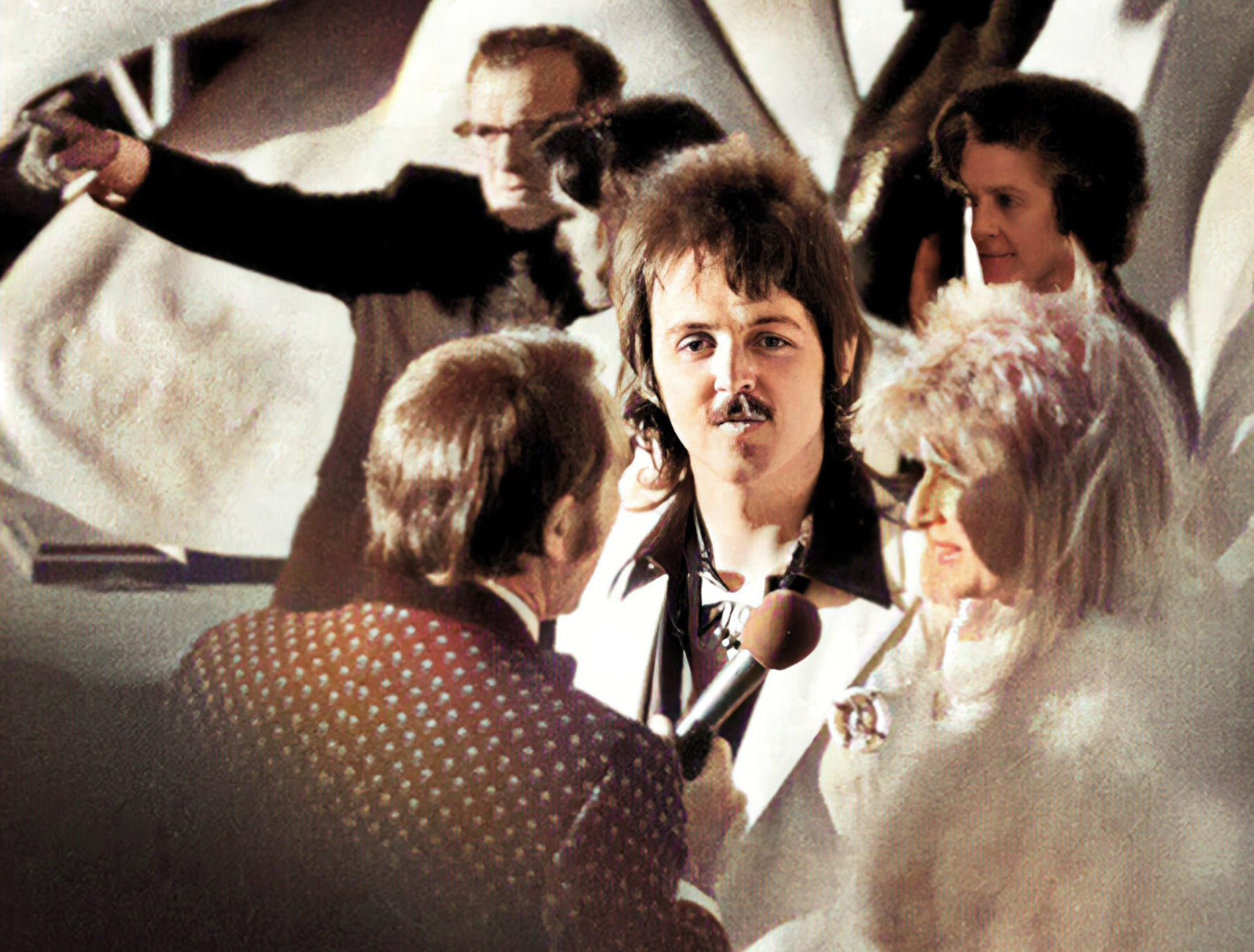
Paul McCartney, 1974

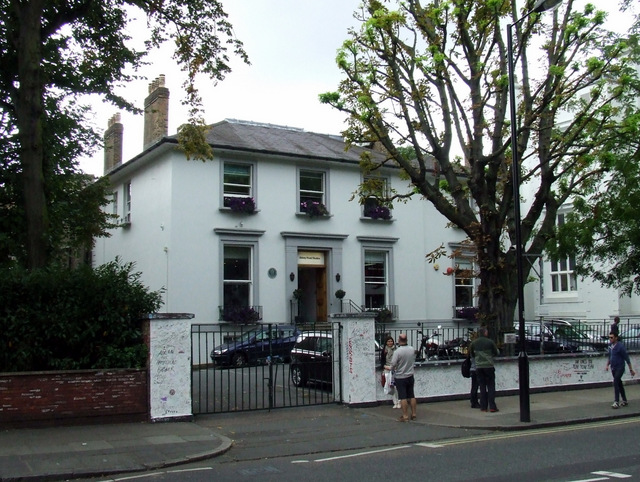
Abbey Road Studios, wo die Aufnahmen stattfanden

One Hand Clapping ist ein Live-eingespieltes Studioalbum von Paul McCartney and Wings, das im Wesentlichen vom 26. bis 30. August 1974 in den Abbey Road Studios im Studio 2 aufgenommen wurde. Die Aufnahmen erfolgten mit der neuen Gruppenformation der Wings. Paul & Linda McCartney und Denny Laine, die zu dritt das Vorgängeralbum Band on the Run einspielten, wurden nun durch den Gitarristen Jimmy McCulloch und den Schlagzeuger Geoff Britton unterstützt. Weiterhin wirkten musikalisch der Orchesterarrangeur Del Newman und der Saxophonist Howie Casey mit. Erste Aufnahmen in der neuen Wingsformation erfolgten im Juli 1974 in Nashville, USA.
Die Sessions wurden von David Litchfield für einen Dokumentarfilm gefilmt. Es war geplant die Aufnahmen in 1975 zu veröffentlichen, was dann aber nicht realisiert wurde.
Am 26. August 1974 nahmen Wings die Lieder Jet, Let Me Roll It, Junior’s Farm, My Love, C Moon/Little Woman Love und Maybe I’m Amazed auf. Am nächsten Tag wurden die Lieder Band On The Run, Wild Life, Hi, Hi, Hi, Live And Let Die, Soily, Go Now, Blue Moon of Kentucky, Bluebird und ein Stück namens Wild Drum Track & Jam eingespielt. Am 28. August 1974 wurde eine Sequenz mit dem Titel „Paul's Cabaret Sequence“ gedreht, ohne Mitwirkung der Band. McCartney spielte am Klavier die Lieder Suicide, Let's Love, All of You, I'll Give You a Ring und Baby Face.
Die Gruppensessions wurden am 29. August mit Overdubs für My Love, Live And Let Die, Band On The Run, Bluebird und Jet fortgesetzt. Der letzte Tag, der 30. August, wurde im Hinterhof der Abbey Road Studios gefilmt und aufgezeichnet. Die neunminütige Sequenz enthält von Paul McCartney eingespielte Versionen von Blackpool, Twenty Flight Rock, Peggy Sue, I'm Gonna Love You Too und Sweet Little Sixteen. Zu den weiteren Aufnahmen gehörten Blackbird, Country Dreamer, Freight Train, Cumberland Gap und Rock Island Line. Danach nahm McCartney noch eine Version von Nineteen Hundred and Eighty Five im Studio 2 auf.
Laut dem LP/CD Begleitblatt erfolgten weitere Overdub-Aufnahmen in den Abbey Road Studios am 1., 8. und 9. Oktober 1974, die Einspielung der Blasmusikbegleitung der Tuxedo Brass Band erfolgte im Januar 1975 in den Sea-Saint Studios, New Orleans.
Obwohl der Film später im Jahr 1975 fertiggestellt wurde, wurde er nicht zeitnah veröffentlicht. In 1975 wurde dann der Schlagzeuger Geoff Britton durch Joe English ersetzt, sodass die Filmbesetzung der Wings nicht mehr aktuell war.
Seit 1985 erschienen die Aufnahmen der One Hand Clapping Sessions illegal auf Bootlegs. Lieder, die auf Bootlegs erschienen, aber nicht für das Album One Hand Clapping verwendet wurden, sind: Suicide, Billy Don’t be a Hero, Great Day, Loving You, Sweet Little Sixteen und We’re Gonna Move.
Im November 2010 wurde das Album Band on the Run von dem Musiklabel Hear Music/Concord Music Group als Teil der Paul McCartney Archive Collection wiederveröffentlicht. Die Special Edition und die Deluxe Version enthält auf der DVD Teile des Dokumentarfilms in einer minderwertigen Qualität mit 15 Liedern. Sechs Lieder der Aufnahmen befinden sich auf CD, wobei Country Dreamer und Let Me Roll It sich ausschließlich auf CD befinden und nicht Bestandteil des veröffentlichten Dokumentarfilms sind. Im Juni 2011 folgte das Album McCartney als Teil der Archive Collection, es enthält das Lied Maybe I’m Amazed der One Hand Clapping Sessions. Im Oktober 2014 wurde Venus and Mars ebenfalls wiederveröffentlicht, als Bonusstücke wurden unter anderen die Lieder Soily (nicht Bestandteil des veröffentlichten Dokumentarfilms), Baby Face und Love My Baby (nur als Download) von den One Hand Clapping-Sessions veröffentlicht.
Am 26. April erschien im Vorwege Junior’s Farm und am 16. Mai 2024 Hi Hi Hi auf der Videoplattform YouTube. Am 17. Mai erschienen beide Titel als Doppel-A-Single zum Download und Streaming. Am 14. Juni 2024 erschien das in 4k remasterte Musikvideo Soily, am 19. Juli folgte das Video Blackpool, das ein Teil der Backyard Session ist.
Das Album One Hand Clapping wurde am 14. Juni 2024, fast 50 Jahre nach den Aufnahmen, auf Doppel-CD, Doppel-LP und als Download-Version sowie einer exklusiven Online-Vinyl-Version veröffentlicht, bei der die Doppel-LP eine Bonus-7″-EP mit sechs Songs enthält, die am letzten Tag der Sessions aufgenommen wurden. Das Album wurde 2024 von Steve Orchard in McCartneys Hog Hill Mill Studio abgemischt. Die Abmischung der Lieder All of You und I’ll Give You a Ring stammen von Geoff Emerick. Das Mastering erfolgte von Alex Wharton. Der Dolby-Atmos-Mix für die Streaming-Anbieter stammt von Giles Martin und Steve Orchard.

## Covergestaltung
Das Cover des Albums zeigt das Original-Artwork von 1974, das für das Projekt entworfen wurde. Das Album enthält unter anderen die aufklappbare Werbebroschüre für den damals unveröffentlichten Film. Die Illustration stammt von David Litchfield, das Coverdesign von Alex Parker. Laut LP/CD-Begleitblatt ist das Album den verstorbenen ehemaligen Wings-Mitgliedern Denny Laine, Linda McCartney und Jimmy McCulloch sowie dem Toningenieur Geoff Emerick gewidmet.

## Titelliste
- Titel, die sich auf der Band on the Run Archive Collection (2010) DVD befinden: * Diese Aufnahmen sind komplett in Mono
- Titel, die sich auf der Band on the Run Archive Collection DVD und CD befinden: **
- Titel, die sich nur auf der Band on the Run Archive Collection CD befinden: +
- Titel, die sich nur auf der Venus and Mars Archive Collection (2014) CD befinden: ++
- Titel, die als Download zur Verfügung standen (2014): +++

Seite 1
1. One Hand Clapping* (McCartney) – 2:15
unveröffentlichtes Wings/McCartney-Lied, die hier veröffentlichte Version ist erheblich länger, als die Version die auf der DVD Band on the Run Archive Collection veröffentlicht wurde.[7]
2. Jet (Paul & Linda McCartney) – 3:59
vom Album Band on the Run, die hier veröffentlichte Version stammt vom 9. Oktober 1974, die Version auf der Band on the Run Archive Collection DVD und CD wurde hingegen am 26. August 1974 aufgenommen.[8]
3. Soily++ (Paul & Linda McCartney) – 3:55
Wings-Single B-Seite
4. C Moon/Little Woman Love* (Paul & Linda McCartney) – 3:19
Wings-Single
5. Maybe I’m Amazed* (McCartney) – 4:52
vom Album McCartney
Bei dieser Version wurde dem Gesang ein Echo hinzugefügt. Die Stereoversion ohne Echo des Songs ist auf der McCartney Archive Collection zu finden.
6. My Love* (Paul & Linda McCartney) – 4:15
vom Album Red Rose Speedway
Im Gegensatz zu der Aufnahme, die auf der DVD Band on the Run Archive Collection zu finden ist, enthält dieser Mix den kompletten Orchester Overdub.[9]

Seite 2
1. Bluebird** (Paul & Linda McCartney) – 3:27
vom Album Band on the Run
2. Let’s Love*/++ (McCartney) – 1:09
unveröffentlichtes Wings/McCartney-Lied
Dies ist Take 2 des Songs, Take 3 befindet sich auf der Venus And Mars Archive Collection CD und ist die längste Version des Songs, die bisher veröffentlicht wurde. Die Version auf Band on the Run Archive Collection DVD ist in Mono und auf 40 Sekunden gekürzt.[10]
3. All of You* (Paul & Linda McCartney) – 2:04
unveröffentlichtes Wings/McCartney-Lied
4. I’ll Give You a Ring* (McCartney) – 2:03
McCartney-Single B-Seite
5. Band on the Run** (Paul & Linda McCartney) – 5:20
vom Album Band on the Run
6. Live and Let Die* (Paul & Linda McCartney) – 3:26
Wings-Single
7. Nineteen Hundred and Eighty Five** (Paul & Linda McCartney) – 5:50
vom Album Band on the Run
8. Baby Face* ++ (Harry Akst/Benny Davis) – 1:56
unveröffentlichtes Wings/McCartney-Lied
Dieser Version geht ein Fehlstart voraus, der auf der Venus And Mars Archive Collection nicht zu finden ist.[11]

Seite 3
1. Let Me Roll It+ (Paul & Linda McCartney) – 4:28
vom Album Band on the Run
2. Blue Moon of Kentucky (Bill Monroe) – 3:05
unveröffentlichtes Wings/McCartney-Lied
3. Power Cut (Paul & Linda McCartney) – 1:33
vom Album Red Rose Speedway
4. Love My Baby (McCartney) – 1:13+++
unveröffentlichtes Wings/McCartney-Lied
5. Let It Be (Lennon/McCartney) – 1:02
Beatles-Single
6. The Long and Winding Road/Lady Madonna (Lennon/McCartney) – 2:10
Beatles-Singles

Seite 4
1. Junior’s Farm (Paul & Linda McCartney) – 4:17
Wings-Single
2. Sally G (Paul & Linda McCartney) – 3:28
Wings-Single B-Seite
3. Tomorrow (Paul & Linda McCartney) – 2:12
vom Album Wild Life
4. Go Now (Larry Banks/Milton Bennett) – 3:35
Lied der Gruppe The Moody Blues – gesungen von Denny Laine
5. Wild Life (Paul & Linda McCartney) – 4:30
vom Album Wild Life
6. Hi, Hi, Hi (Paul & Linda McCartney) – 3:57
Wings-Single

Seite 5 (7″-Vinyl-EP)
1. Blackpool (McCartney) – 1:43
bisher unveröffentlichtes Wings/McCartney-Lied
2. Blackbird (Lennon/McCartney) – 2:27
vom Beatles-Album The BEATLES
3. Country Dreamer+ – 2:17
Wings-Single B-Seite

Seite 6 (7″-Vinyl-EP)
1. Twenty Flight Rock (Eddie Cochran, Ned Fairchild) – 2:08
erschien 1988 auf dem Album Снова в СССР (The Russian Album)
2. Peggy Sue (Buddy Holly, Jerry Allison, Norman Petty) – 1:24
bisher unveröffentlichtes Wings/McCartney-Lied
3. I’m Gonna Love You Too (Joe B. Mauldin, Niki Sullivan, Norman Petty) – 1:10
bisher unveröffentlichtes Wings/McCartney-Lied

## Chartplatzierungen
| ChartsChartplatzierungen       | Höchstplatzierung | Wochen |
| ------------------------------ | ----------------- | ------ |
| Deutschland (GfK)              | 4 (2 Wo.)         | 2      |
| Österreich (Ö3)                | 8 (2 Wo.)         | 2      |
| Schweiz (IFPI)                 | 11 (1 Wo.)        | 1      |
| Vereinigte Staaten (Billboard) | 74 (1 Wo.)        | 1      |
| Vereinigtes Königreich (OCC)   | 10 (1 Wo.)        | 1      |